# Arthur P. Mendel
Arthur P. Mendel a fost un istoric, scriitor și filosof american, profesor de istorie la universitatea din Michigan (University of Michigan) specializat în istoria intelectualității ruse. Prima sa carte, "Dilemmas of Progress in Tsarist Russia: Legal Marxism and Legal Populism", i-a asigurat poziția unuia dintre istoricii importanți ai generației sale.

## Cărți publicate
- "Dilemmas of Progress in Tsarist Russia: Legal Marxism and Legal Populism", Harvard University Press, 1961
- Essential works of Marxism, Bantam Books, 1968 și 1979. ISBN 055312823X (ISBN 13: 9780553128239).
- The twentieth century, 1914-1964, Free Press, 1964
- Michael Bakunin, Praeger, 1981
- Mikhail A. Bakunin - Roots of Apocalypse, Praeger Publishers Inc.,U.S., January 1982

Publisher: Praeger Publishers Inc., January 1982, ISBN 0030592186 ISBN 978-0030592188. 
- Vision and violence, University of Michigan Press, 1999, ISBN 0472086367, 9780472086368
- The Rise and Fall of "Scientific Socialism", articol apărut în Foreign Affairs, octombrie 1966, http://www.foreignaffairs.com/articles/23840/arthur-p-mendel/the-rise-and-fall-of-scientific-socialism
- N.K. Mikhailovskij and his criticism of russian marxism

(Book Bib ID 476308). Reprinted from The American Slavic and East European Review, October 1955, Volume XIV.
- Arthur P. Mendel, I.R. Titunik, P. V. Annekov: The Extraordinary Decade: Literary Memoirs, Publisher Univ of Michigan Pr., 1981
- Hamlet and Soviet Humanism, pp. 733–747, Slavic Review, 30:4 (Dec., 1971), Published by The American Association for the Advancement of Slavic Studies http://www.jstor.org/stable/2493845 . Accesat: 30 august 2013.